# Jan S. Eckert
Jan-Sören Eckert (Amburgo, 4 dicembre 1965) è un bassista tedesco.

## Biografia
Eckert fa il suo esordio professionale nel 1999 con il disco Unification degli Iron Savior, dopo una decina d'anni di gavetta con band metal locali; resta con gli Iron Savior fino al 2003, anno in cui abbandona la band per entrare nei neo-formati Masterplan.
Nel 2010 abbandona i Masterplan per rientrare negli Iron Savior, band in cui milita attualmente, inoltre nel 2011 partecipa all'ultimo concerto dei Running Wild, ed al relativo disco che ne segue.
Eckert è solito cantare dal vivo, non semplici cori, ma anche parti piuttosto importanti.

## Discografia

### Iron Savior
- 1999 - Unification
- 1999 - Interlude (Iron Savior)
- 2001 - Dark Assault
- 2002 - Condition Red
- 2011 - The Landing
- 2014 - Rise of the Hero
- 2015 - Live at the Final Frontier (live)
- 2016 - Titancraft

### Masterplan
- 2003 - Masterplan
- 2005 - Aeronautics
- 2007 - MK II
- 2010 - Time To Be King

### Running Wild
- 2011 - The Final Jolly Roger (live)